# Sant'Andrea in Pescaiola
Sant'Andrea in Pescaiola (già Pescajola) è una frazione del comune italiano di San Giuliano Terme, nella provincia di Pisa, in Toscana.

## Geografia fisica
La frazione di Sant'Andrea in Pescaiola è situata nella valle del Serchio, sulla riva sinistra del fiume, lungo la strada che collega Pontasserchio con Arena Metato. La frazione confina ad est con San Martino a Ulmiano e Pontasserchio, a ovest con Arena Metato, a sud con Pisa e a nord, oltre il fiume, con Vecchiano.

## Storia
Il toponimo Pescajola è da ricondursi all'originaria natura palustre del territorio in cui la frazione sorgeva ed è ricordato in epoca alto-medievale come Pescaja. La località della Pescaja fu donata dalla contessa Willa, madre del marchese Ugo, al monastero di San Ponziano di Lucca, poi riconfermatagli nel 999 in un diploma dell'imperatore Ottone III: «et piscariam de Flexo, quae est in fluvio Anxari cun omnibus pertinentiis suis». Un placito del marzo 1046 redatto dai ministri del marchese Bonifacio di Canossa ricorda nuovamente la località oltre che altre "pescaje" situate nei medesimi territori.
Sant'Andrea in Pescaiola nel 1833 contava 206 abitanti.

## Monumenti e luoghi d'interesse

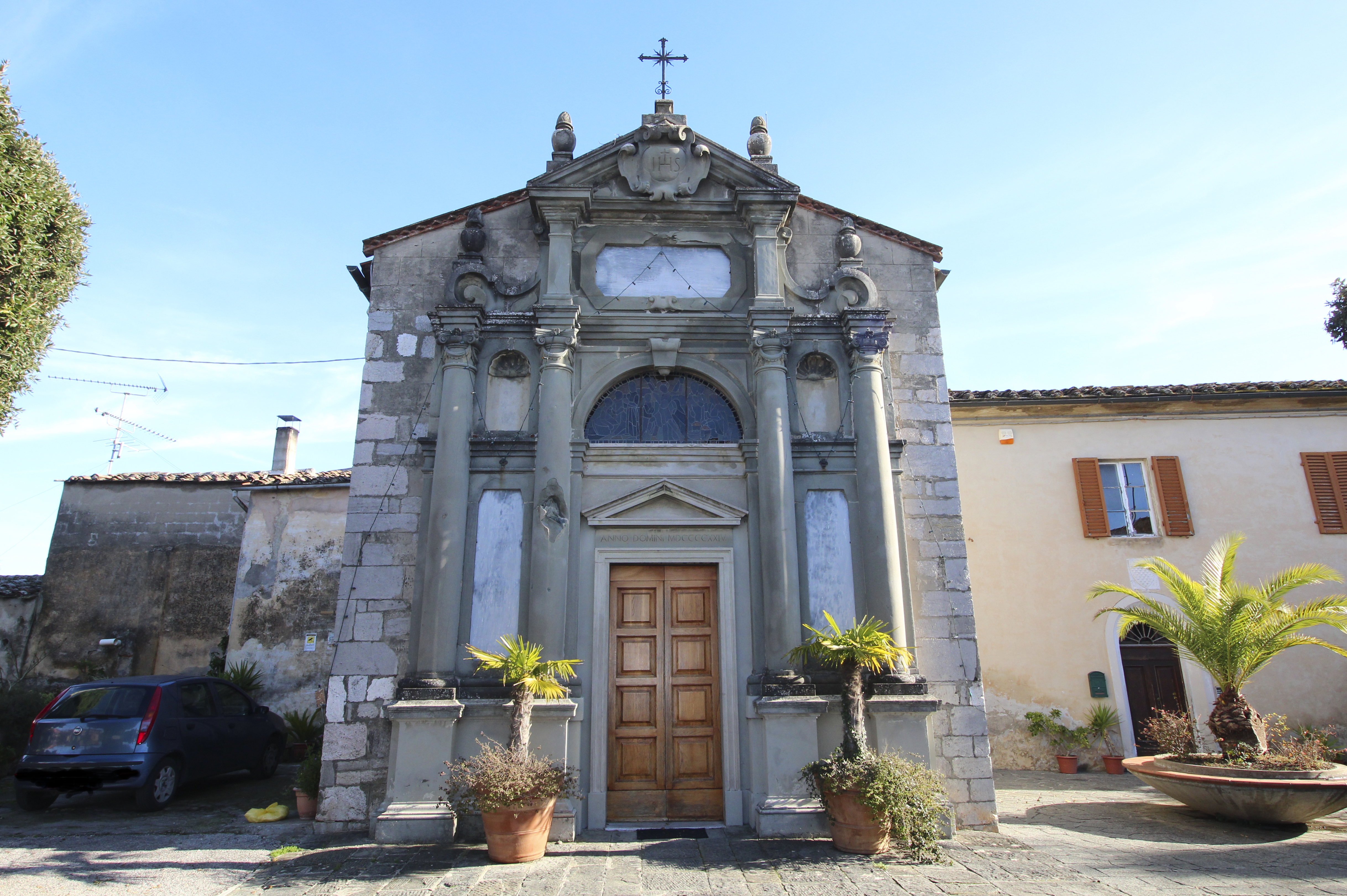
La chiesa di Sant'Andrea

- Chiesa di Sant'Andrea, chiesa parrocchiale della frazione,[5] è sicuramente menzionata a partire dal 1139[5] ed è ricordata anche nel registro delle chiese pisane del 1277.[3] È probabile tuttavia che a questa chiesa si riferisse anche quel Sant'Andrea in Casale citato nel 1111.[5] Appartenente al piviere di Rigoli,[3][5] deve l'attuale aspetto ad alcune ristrutturazioni subite nel corso dei secoli, anche se sono state mantenute parte delle originarie murature romaniche.[5]